# Joanna Jóźwik
Joanna Jóźwik (Wałbrzych, 30 gennaio 1991) è una mezzofondista polacca, specializzata negli 800 metri piani.

## Palmarès
| Anno | Manifestazione  | Sede           | Evento        | Risultato  | Prestazione | Note                                     |
| ---- | --------------- | -------------- | ------------- | ---------- | ----------- | ---------------------------------------- |
| 2010 | Mondiali U20    | Moncton        | 800 m piani   | Semifinale | 2'05"09     |                                          |
| 2010 | Mondiali U20    | Moncton        | 4×400 m       | 8ª         | 3'42"70     |                                          |
| 2011 | Europei U23     | Ostrava        | 800 m piani   | Batteria   | 2'06"07     |                                          |
| 2013 | Europei U23     | Tampere        | 800 m piani   | 8ª         | 2'15"22     |                                          |
| 2014 | Europei         | Zurigo         | 800 m piani   | Bronzo     | 1'59"63     | Miglior prestazione personale            |
| 2015 | Europei indoor  | Praga          | 800 m piani   | Bronzo     | 2'02"45     |                                          |
| 2015 | Mondiali        | Pechino        | 800 m piani   | 7ª         | 1'59"09     |                                          |
| 2016 | Europei         | Amsterdam      | 800 m piani   | 6ª         | 2'00"57     | Miglior prestazione personale stagionale |
| 2016 | Giochi olimpici | Rio de Janeiro | 800 m piani   | Semifinale | 1'57"37     | Miglior prestazione personale            |
| 2017 | Mondiali        | Londra         | 800 m piani   | Semifinale | 2'01"91     |                                          |
| 2021 | Europei indoor  | Toruń          | 800 m piani   | Argento    | 2'04"00     |                                          |
| 2021 | World Relays    | Chorzów        | 2×2×400 mista | Oro        | 3'40"92     | Miglior prestazione personale            |
| 2021 | Giochi olimpici | Tokyo          | 800 m piani   | Semifinale | 2'02"32     |                                          |

## Altre competizioni internazionali
2017
- Vincitrice del World Indoor Tour nella specialità degli 800 m piani